# Martina Cole
Martina Cole (* 30. března 1959, Essex) je anglická spisovatelka kriminálních románů. Ve většině jejích románů je protagonistou žena a antihrdina, mnohé jsou zasazeny do prostředí irské komunity v okolí Londýna. V roce 2006 získala za román The Take ocenění British Book Awards v kategorii kriminální thriller roku. Čtyři z jejích románů (Královna zločinu, Útěk, Psanci a Smyčka) byly zpracovány do podoby televizních seriálů.

## Tvorba
- Královna zločinu (1992)
- Maniak (1993)
- Hanebná kráska (1994)
- Útěk (1995)
- Psanci (1997)
- Dvě ženy (1999)
- Zabiják (2000)
- Bez tváře (2001)
- Špinavá hra (2002)
- Polibek Medusy (2002)
- Nejtemnější obavy (2003)
- Mamon (2004)
- Smyčka (2005)
- Procitnutí (2006)
- Blízkost (2006)
- Krutost (2007)
- Byznys (2008)
- Těla na prodej (2009)
- Rodina (2010)
- Bestie (2011)
- Gang (2012)
- Revenge (2013)
- The Good Life (2014)
- Get Even (2015)
- Betrayal (2016)
- Damaged (2017)
- No Mercy (2019)
- Loyalty (2023), spolu s Jacqui Rose
- Guilty (2024), spolu s Jacqui Rose